# Église Saint-Pierre de Kinshasa
L'église Saint-Pierre est une église catholique située dans la commune de Kinshasa, à Kinshasa, capitale de la république démocratique du Congo (RDC). Rattachée à l'archidiocèse de Kinshasa, elle est l'une des paroisses les plus anciennes et emblématiques de la ville, jouant un rôle central dans la vie religieuse et communautaire.

## Historique
Fondée dans les années 1940, la paroisse Saint-Pierre a été érigée pour répondre aux besoins spirituels de la population croissante de Kinshasa et environs, l'une des communes les plus peuplées de Kinshasa. Elle a été dédiée à l'apôtre Pierre, l'un des principaux disciples de Jésus et premier pape de l'Église catholique, en symbole d'autorité spirituelle et de foi.
Au fil des décennies, la paroisse a accompagné l'évolution de la communauté locale, devenant un lieu de rassemblement pour les habitants de Kinshasa et des environs.

## Architecture
L'église Saint-Pierre est connue pour son architecture à la fois imposante et classique. Elle présente :
- Une façade ornée de sculptures représentant des scènes de la vie de saint Pierre.
- Un clocher central qui domine les environs et est visible depuis plusieurs points de la commune.
- Un intérieur spacieux, avec des fresques, des vitraux colorés et des représentations des douze apôtres.
- Un autel majestueux, au centre de l’église, entouré de chandeliers et de crucifix.

## Activités pastorales
La paroisse Saint-Pierre propose une large gamme d'activités spirituelles, éducatives et sociales, notamment, :
- Célébrations eucharistiques : Les messes y sont célébrées quotidiennement, avec une affluence particulière le dimanche. Des messes spéciales sont également organisées pour les fêtes liturgiques.
- Formation religieuse : La paroisse offre des programmes de catéchèse pour les enfants, les jeunes et les adultes, ainsi qu'une préparation aux sacrements comme le baptême, la confirmation et le mariage.
- Confessions et prières : Des sessions de confession sont régulièrement organisées, et des groupes de prières se réunissent pour des moments de recueillement et de dévotion.
- Groupes et associations : La paroisse abrite plusieurs groupes tels que les chorales, les mouvements de jeunesse, les associations de femmes et les œuvres caritatives.

## Engagement social
La paroisse Saint-Pierre joue également un rôle actif dans le développement de la communauté locale à travers des initiatives sociales et caritatives. Parmi ses principales actions :
- Soutien aux personnes démunies, avec des distributions de nourriture, de vêtements et d'autres formes d'assistance.
- Promotion de l'éducation, par le biais d'écoles paroissiales et de programmes de bourses pour les jeunes en difficulté.
- Sensibilisation communautaire, notamment sur des sujets tels que la santé, la prévention des maladies et la solidarité.

## Impact et rayonnement
La Paroisse Saint-Pierre est un lieu de grande importance pour la communauté catholique de Kinshasa. Elle est non seulement un espace de prière et de célébration, mais aussi un centre d’unité et de solidarité pour les habitants de la commune de Kinshasa. Sa réputation dépasse les frontières de la commune, attirant des fidèles venus d'autres parties de la ville.